# 呼延皇后 (漢昭武帝)
呼延皇后（？—312年），十六国之匈奴汉国昭武帝刘聪的第一任皇后。容貌美丽，性格温顺。
呼延家族是匈奴的望族，许多汉国的开国功臣都姓呼延。呼延皇后是刘聪之父汉光文帝刘渊呼延皇后的堂妹，为刘聪生下儿子刘粲。河瑞二年（310年），刘聪从他哥哥刘和手中夺取皇位，之后立呼延夫人为皇后。刘聪即位后，封刘粲为河内王，抚军大将军、都督中外诸军事。但太子之位没有给刘粲，而是封弟弟劉乂为皇太弟。劉乂是刘渊单皇后的儿子，在刘和被杀后，让位于刘聪，封皇太弟就是出于刘聪的感激。而刘聪和嫡母單皇后的暧昧关系，也是封劉乂为皇太弟的一个原因。
是年，單皇后去世，呼延皇后试图为儿子夺取太子宝座，因对刘聪挑拨说：“父死子继，古今常道。陛下承高祖（刘渊）之业，太弟何为者哉！陛下百年后，粲兄弟必无种矣。”刘聪当时并没有什么反应，但猜忌的种子已经种下，终于在麟嘉二年（317年），废黜皇太弟劉乂，立刘粲为皇太子。
嘉平二年（312年），呼延皇后去世，呼延谥号武元皇后。